# Megachile sicula
Megachile sicula là một loài Hymenoptera trong họ Megachilidae. Loài này được Rossi mô tả khoa học năm 1792.

## Hình ảnh

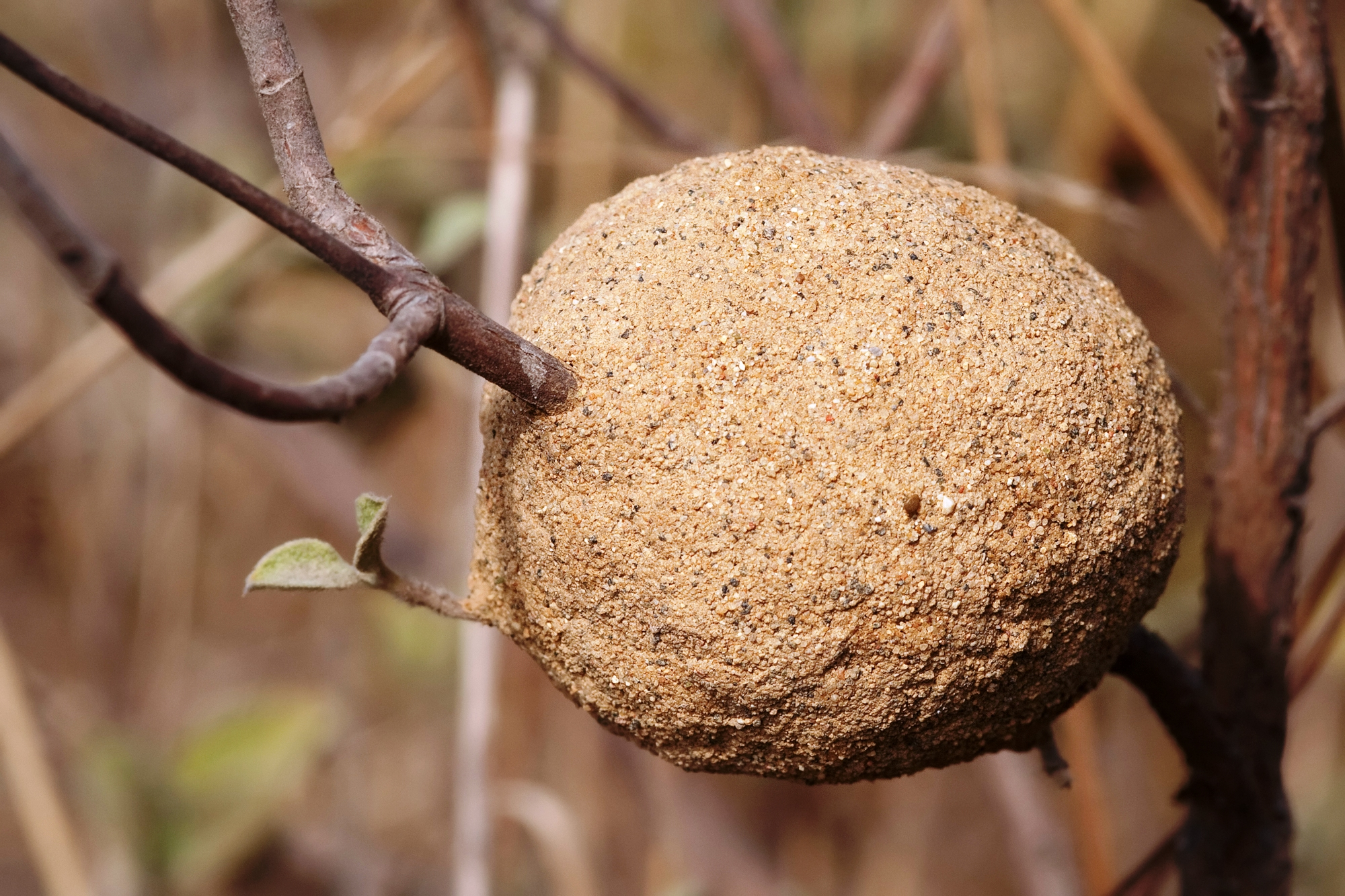
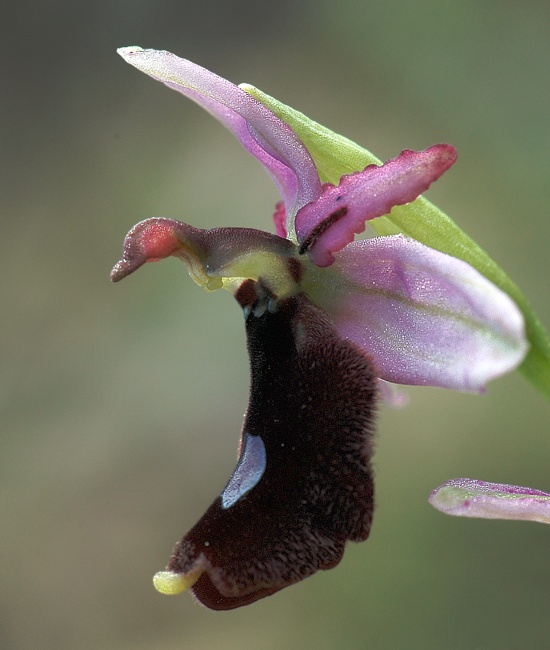
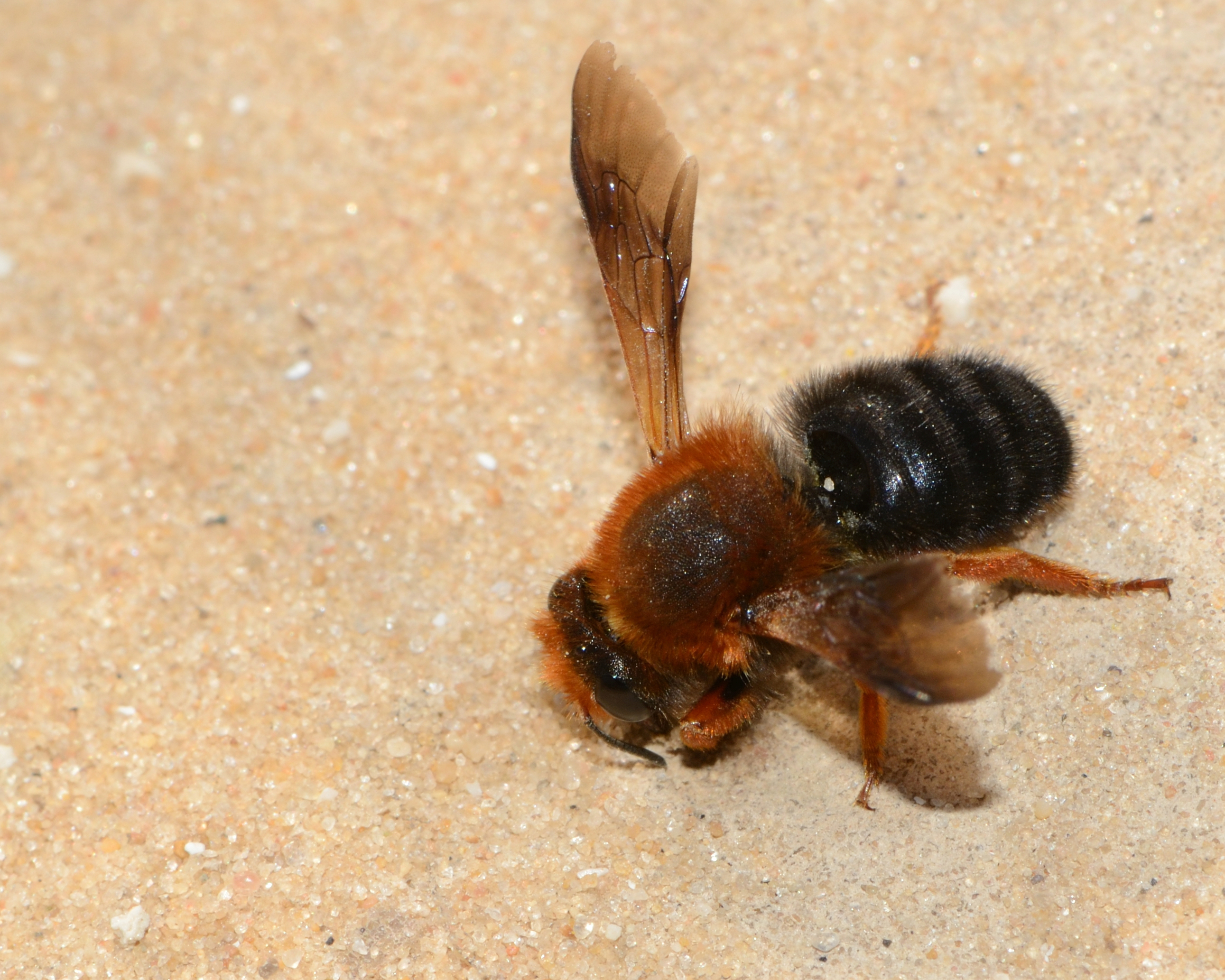
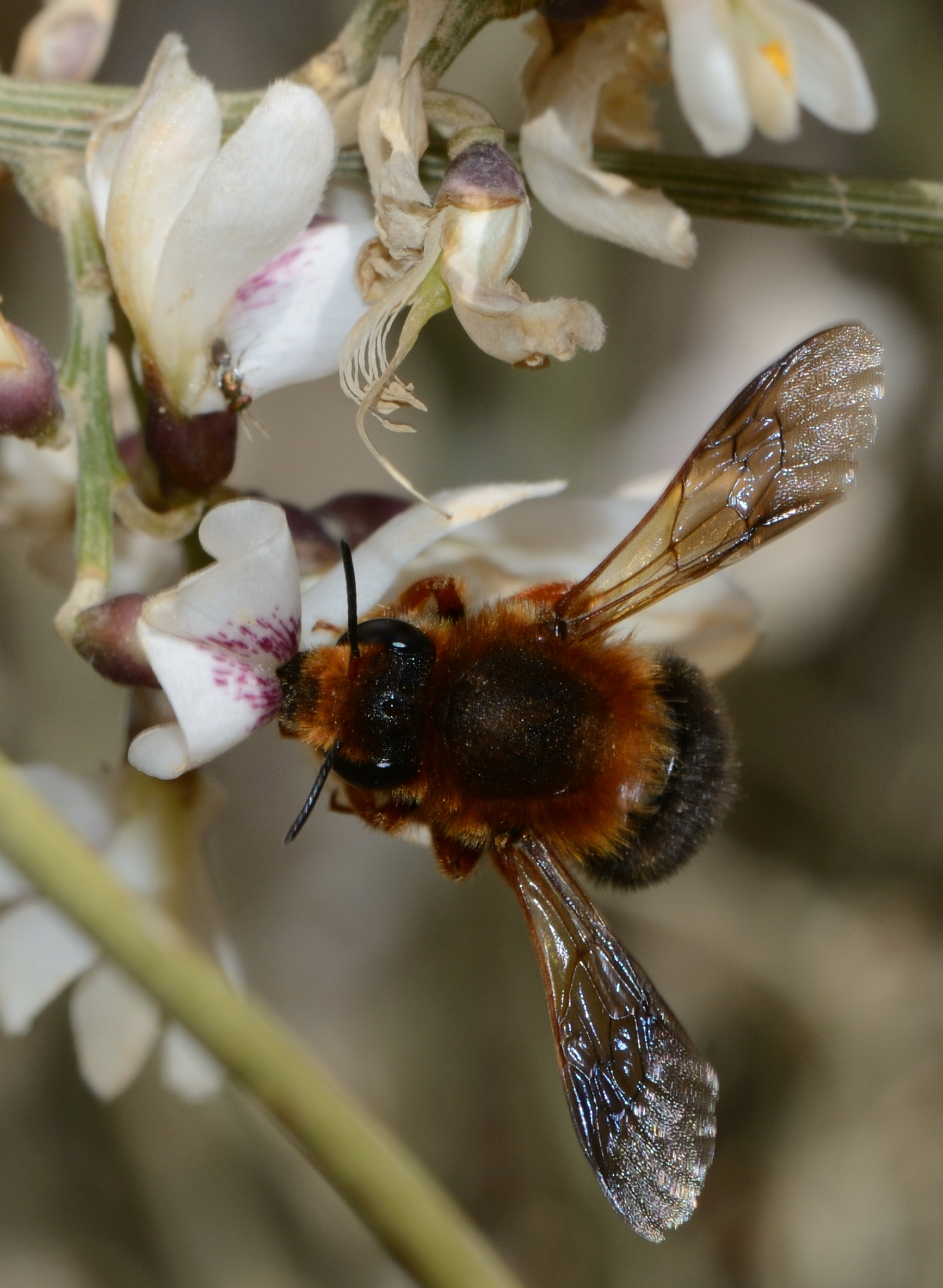